# Chloriona smaragdula
Chloriona smaragdula är en insektsart som först beskrevs av Stsl 1853.  Chloriona smaragdula ingår i släktet Chloriona och familjen sporrstritar. Arten är reproducerande i Sverige. Inga underarter finns listade i Catalogue of Life.